# SN 1954ad
SN 1954ad – niepotwierdzona supernowa odkryta 21 grudnia 1954 roku w galaktyce UGC 4467. W momencie odkrycia miała maksymalną jasność 17,50m.